# Jarosław Góral
Jarosław Góral (ur. 31 maja 1964 w Lubinie) – polski aktor teatralny, telewizyjny i filmowy.

## Życiorys
Studiował na Wydziale Aktorskim we Wrocławiu Państwowej Wyższej Szkoły Teatralnej im. Ludwika Solskiego w Krakowie, który ukończył w 1988 roku. Jego scenicznym debiutem był występ w sztuce Bertolda Brechta Człowiek jak człowiek (1987) na deskach Teatru im. C.K. Norwida w Jeleniej Górze, z którym związał się w latach 1987–90, 1993–97 i od roku 2009.
Po raz pierwszy trafił na szklany ekran w serialu Ballada o Januszku (1987) w roli bezwzględnego i egoistycznego Janusza Smoliwąsa, za którą w 1989 roku został uhonorowany Nagrodą Towarzystwa Miłośników Ziemi Lubińskiej. Pojawił się także w sitcomie Polsat Świat według Kiepskich jako Eugeniusz Geniusz.
Jego żona Jolanta jest nauczycielem wychowania fizycznego i trenerem narciarstwa. Mają córkę Polę.

## Filmografia
- 1987: Ballada o Januszku jako Janusz Smoliwąs
- 2003: Na dobre i na złe jako Maciej Kwiecień (odc. 142 i 144)
- 2004: Fala zbrodni jako Piotr (odc. 19)
- 2006: Dywersant 2: koniec wojny jako adiutant
- 2007: Biuro kryminalne jako Czarek (odc. 30)
- 2008: Kryminalni jako Edward 'Góral' Góralski (odc. 101)
- 2009: Historia Kowalskich jako Skoczylas
- 2011: 80 milionów jako SB-ek
- 2012: Galeria jako Bolo (odc. 73)
- 2013: Pierwsza miłość jako prywatny detektyw
- 2014: Prawo Agaty jako biegły Ryszard Żak (odc. 61)
- 2015: Żyć nie umierać – jako Profesor

## Role teatralne

### Teatr im. C.K. Norwida w Jeleniej Górze
- 1987: Człowiek jak człowiek
- 1988: Biesy – Piotr Stiepanowicz Wierchowieński
- 1988: Sen nocy letniej- Zdechlak/Ściana/Księżyc
- 1993: Mały Książę – Próżny
- 1993: Calineczka – Żabol 1/Pająk 1/Koliber 1
- 1993: Historia żywota św. Marcina
- 1993: Igraszki z diabłem – Lucjusz
- 1994: Poskromienie złośnicy – Grumio/Łowczy
- 1994: Koncert świętego Owidiusza – Donat
- 1994: Straszny smok – Kucharz II/Pasterz/Herold
- 1995: Stara kobieta wysiaduje – Ślepiec
- 1995: Rewizor – Chlestakow
- 1995: Alicja w Krainie Czarów – Suseł/Kotek/Joker
- 1995: Antygona – Strażnik/Posłaniec
- 1996: Mały Książę – Próżny
- 1996: Miarka za miarkę – Pompejusz
- 1996: Królowa Śniegu – Kominiarz/Książę Seleroszczawian/Zbój/Strażnik
- 2009: Jesteśmy braćmi? – aktor James
- 2009: Scrooge. Opowieść wigilijna – Robert 'Bob' Cratchit/duch/grabarz
- 2010: Dobrze – Sąsiad pan Stanisław, mechanik samochodowy
- 2010: Kolacja dla głupca – Juste Leblanc
- 2010: Lilla Weneda – Gryf
- 2011: Bóg mordu – Michel Houllié